# 1993年バレーボール女子アジア選手権
1993年バレーボール女子アジア選手権（1993 Asian Women's Volleyball Championship）は、1993年7月24日から7月31日にかけて中国の上海で開催された、アジアバレーボール連盟主催の第7回バレーボールアジア選手権女子大会。
出場国は14カ国。中国が4大会連続5回目の優勝を飾った。

## 最終結果
| 順位 | 国                   |
| ---- | -------------------- |
| 1    | 中国                 |
| 2    | 日本                 |
| 3    | 韓国                 |
| 4    | チャイニーズタイペイ |
| 5    | カザフスタン         |
| 6    | ウズベキスタン       |
| 7    | タイ                 |
| 8    | インドネシア         |
| 9    | パキスタン           |
| 10   | オーストラリア       |
| 11   | ニュージーランド     |
| 12   | 香港                 |
| 13   | フィリピン           |
| 14   | スリランカ           |